# Теддер, Артур Уильям
Артур Уильям Теддер, 1-й барон Теддер (англ. Arthur William Tedder, 1st Baron Tedder; 11 июля 1890, Гленгуин, Шотландия — 3 июня, 1967, Суррей, Англия) — британский военачальник, барон, маршал Королевских воздушных сил (1945), рыцарь Большого креста ордена Бани. Во время Первой мировой войны пилот и командир эскадрильи Королевского лётного корпуса британской армии на Западном фронте. В межвоенный период проходил службу на разных должностях Королевских ВС в Турции, Египте, на Дальнем Востоке и в метрополии. В начало Второй мировой войны генеральный директор департамента разработок министерства авиации Британии. Командовал разными командованиями Воздушных сил на Ближнем Востоке, в Северной Африке и Средиземноморье. С 1944 года – заместитель Верховного главнокомандующего союзными экспедиционными войсками генерала Д. Эйзенхауэра – главнокомандующий всеми союзными воздушными силами в Европе. Прямо участвовал в планировании военных операций с применением авиации на этих театрах войны при высадке морских десантов: на Сицилию, в Италии, в Нормандии. После войны начальник штаба Королевских ПС, прилагавший много усилий к сохранению профессиональных кадров военных летчиков, вдвое увеличил истребительное командование, один из основателей Берлинского воздушного моста в кризисный период 1948 года. После войны на разных должностях в бизнесе и учебных заведениях Англии.

## Биография
Артур Теддер родился недалеко от Стерлинга в Шотландии в 1890 году в семье сэра Артура Джона Теддера и Эмили Шарлотты Брайсон. Он получил образование в школе Уитгифта в Лондоне, а затем в колледже Магдалены в Кембриджском университете, где он изучал историю.

## Военная карьера
В 1913 году, во время учебы в университете, он был отправлен в резерв Дорсетширского полка. Он присоединился к Колониальному министерству, служил в администрации на Фиджи, а затем присоединился к своему полку в Великобритании.

### Первая мировая война
В 1916 году, получив ранение в колено, он был признан непригодным к службе в пехоте . Затем он был переведен в Королевский летный корпус, который воевал во Франции с 1915 по 1917 год. Сначала он был назначен в 25- ю эскадрилью RFC, затем принял командование эскадрильей 70 RFC (1 - й Январю один тысяча девятьсот семнадцать); затем его перевели на Ближний Восток, чтобы возглавить эскадрилью 67 RFC / RAF (25 июня 1917 г.) и, наконец, в Египте с 1918 по 1919 год в качестве командира школы навигации и бомбардировок 38- го полка из24 июня 1918 г..

### Между двумя войнами
После Первой мировой войны Теддер занял должность командира эскадрильи в новых Королевских ВВС . Он принял командование 207-й и 274-й эскадрильями, базировавшимися в Бирчем-Ньютоне, Норфолк .
207-я эскадрилья, оснащенная легкими бомбардировщиками Airco DH.9A, ненадолго была отправлена в Турцию в 1922-1923 годах во время дела Чанака . На 274 Sqn был установлен Handley Page V / 1500, самый большой бомбардировщик Королевских ВВС в то время.
С 1923 года Теддер стал участвовать в тренировках, сначала в качестве студента в штабном колледже RN и в Имперском оборонном колледже, а затем в качестве члена Управления обучения, штабного колледжа ВВС Великобритании и Школы воздушного вооружения в качестве командующего офицером с 1932 года.
В Январь 1931 г.Теддер дослужился до звания капитана группы, эквивалентного званию полковника . С 1934 по 1936 год он занимал должность директора по обучению.
В 1936 году он был назначен командующим ВВС Королевских ВВС на Дальнем Востоке, а в 1938 году стал генеральным директором по научной работе Министерства авиации .

### Вторая Мировая Война
Портрет главнокомандующего ВВС Ближнего Востока, генерала авиации сэра Артура Теддера в его офисе в Maison de l'Air, его официальной резиденции в Каире, Египет.
Когда в 1939 году разразилась война, служба Теддера была присоединена к недавно созданному Департаменту производства воздуха. Однако Теддеру не удалось установить удовлетворительные рабочие отношения с министром лордом Бивербруком и, следовательно, с премьер-министром Черчиллем. В ноябре 1940 г., он был назначен заместителем главнокомандующего Ближневосточным командованием Королевских ВВС.
Затем он был назначен главнокомандующим того же командования в июне 1941 г., с временным званием генерала, звание подтверждено в апреле 1942 г.. Он не был предпочтительным кандидатом Черчилля на этот пост, но когда его фаворит, генерал О. Т. Бойд, был взят в плен, был выбран Теддер.
В качестве начальника Королевских ВВС на Ближнем Востоке он командовал воздушными операциями союзников в Средиземном море и Северной Африке, прикрывая эвакуацию с Крита в мае 1941 г. и во время операции "Крестоносец" в Северной Африке. Далее от побед и сухопутных войск поддерживают поражения сражающихся с Африканским корпусом из Роммеля, военно-воздушные силы под командованием Теддера сыграли ключевую роль в победе при Эль-Аламейне. Одна из разработанных им тактик бомбардировок получила название «Коврик Теддера».
В декабре 1943 г.Теддер, в то время временный генерал ВВС (главный маршал авиации), принял командование военно-воздушными силами союзников в Средиземном море. Он участвовал в планировании вторжения на Сицилию.
Когда началось планирование операции « Оверлорд», Теддер был назначен заместителем верховного главнокомандующего вместе с Эйзенхауэром. Оказавшись без реальной ответственности в этой новой роли, он стремился взять под контроль планирование воздушных операций на день «Д» за счет командира авиации союзных экспедиций Траффорда Ли-Мэллори. Он также проявил враждебность к генералу Монтгомери во время битвы за Нормандию, а позже он критиковал результаты Монтгомери и умолял о его замене.
В последний год войны Теддер был отправлен в СССР, чтобы искать там поддержки, чтобы освободить западный фронт, находившийся под давлением во время битвы при Арденнах. Он также был в состава делегации Эйзенхауэра при подписании немецкого акта безоговорочной капитуляции в мае 1945 г..
В 1942 году Теддер был посвящен в рыцари, а в конце войны был возведен в звание пэра. Он сменил Чарльза Портала на посту начальника штаба авиации и занимал этот пост с 1946 по 1950 год. В 1947 году он провел урок военного дела в рамках лекции Лиса Ноулза в Тринити-колледже в Кембридже в продолжении, опубликованном под названием Воздушная мощь в войне.
Хотя должности, которые он занимал во время войны, не позволяли ему получать боевые награды, он, тем не менее, получил несколько иностранных наград, особенно в Бельгии, Франции и США.

### Конец карьеры
Теддер был автором исторического исследования Королевского флота, а также написал свои военные мемуары. С 1950 по 1967 год он был ректором Кембриджского университета. В 1950 году он был британским представителем в военном комитете НАТО в Вашингтоне. Он также был заместителем председателя Совета управляющих BBC. Он получил по крайней мере шесть почетных ученых степеней и был увлечен астрономией. В конце жизни он заболел болезнью Паркинсона и умер в Суррее в 1967 году в возрасте 76 лет.

## Семейная жизнь
Он женился в первом браке на Розалинде Макларди, которая погибла в авиакатастрофе в Египте в 1943 году, свидетелем которой был Теддер. Он повторно женился на Мари (Топпи) из Сетона Блэка, но его жена умерла за два года до него, в 1965 году.
Он был отцом Дика (убит во Франции в 1940 году), Джона Майкла (1926–1994; Поздний Парди, профессор химии в Университете Сент-Эндрюс ) и дочери Мины. Его пасынок Аласдер также был убит.

## Награды
- Титул барона — 1 января 1946 года
- Орден Бани (Рыцарь Большого креста — 27 ноября 1942; Рыцарь-командор — 1 января 1942; Кавалер — 1 февраля 1937),
- Серебряная Военная медаль Почёта (Италия, 26 мая 1917 года)
- Большая лента ордена Славы (Тунис, 27 августа 1943 года)
- Гранд-офицер ордена Алауитского трона (Марокко, 27 августа 1943 года)
- Орден «Легион Почёта» степени главнокомандующего (США, 27 августа 1943 года)
- Большой крест ордена Возрождения Польши (Польша, 1 октября 1943 года)
- Орден Кутузова 1 степени (СССР, 28 августа 1945 года),
- Орден Почётного легиона (Большой крест — 1945; Гранд-офицер — 1945; Командор — 1942; Франция)
- Медаль «За выдающиеся заслуги» (США, 14 июня 1946 года)
- Большой крест ордена Короны (Бельгия, 18 июня 1946 года)
- Военный крест с пальмовой ветвью (Бельгия, 18 июня 1946 года)
- Большой крест Королевского ордена Георга I с мечами (Греция, 6 сентября 1946 года)
- Военный крест с пальмовой ветвью (Франция, 27 сентября 1946 года)
- Большой крест ордена Оранских-Нассау (Нидерланды, 31 октября 1947 года).